# Academia de Direito Internacional de Haia
A Academia de Direito Internacional de Haia é um centro de educação de alto nível de direito internacional, tanto público quanto privado, situado no Palácio da Paz em Haia, nos Países Baixos. Os cursos são ministrados em Inglês e Francês e com exceção do Programa de Cursos Externos, são realizadas no Palácio da Paz.

## História

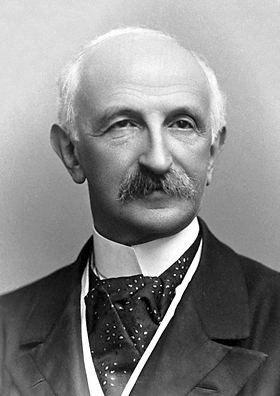
Tobias Asser (1838–1913) laureado com o Nobel da Paz

Desde a sua criação em 1923, a Academia de Direito Internacional de Haia está instalada no Palácio da Paz. Próximo ao prédio do Palácio da Paz as instalações da Academia incluem o Salão Acadêmico construído para conferências internacionais, a Biblioteca do Palácio da Paz, bem como outras acomodações administrativas. Os novos edifícios foram planejados e realizados pelos arquitetos Michael Wilford e Schupp Manuel. Ao lado da Academia de Direito Internacional de Haia situam-se as mais altas instituições judiciais, como o Tribunal Internacional de Justiça e a Corte Permanente de Arbitragem. No contexto do movimento para o estabelecimento da paz através do direito, a ideia de criação de uma Academia de Direito Internacional foi debatido na Conferência de Haia, em 1907 (onde a idealização já ocorrera no Instituto de Direito Internacional já em 1873). O Governo holandês teve a ideia, e da Associação Internacional de Direito, por sua vez analisou a questão. O advogado holandês Tobias Michael Carel Asser propôs um plano que previa mais ou menos o que a Academia iria se tornar, com cursos realizados de julho a outubro. Asser recebeu o Nobel da Paz em 1911 e contribuiu com uma parte do dinheiro do prêmio da Academia e a Fundação Carnegie para a Paz Internacional proporcionou uma contribuição valiosa para iniciá-lo. A inauguração da Academia foi planejado para outubro de 1914, mas a Primeira Guerra Mundial estourou e as preparações foram retomadas somente após 1921. Quando os Cursos de Verão começarm em 14 de julho de 1923, no Palácio da Paz em Haia, 353 estudantes oriundos de 31 países participaram, dos quais 35 eram mulheres.
Hoje, a Academia é um centro de pesquisas e ensino de direito internacional público e privado, com o objetivo de realizar estudos avançados dos aspectos legais das relações internacionais. A Assembleia Geral das Nações Unidas regularmente se refere ao "valiosa contribuição" que a Academia "continua a fazer para o Programa de Assistência das Nações Unidas, no ensino, estudo, divulgação e mais ampla apreciação do Direito Internacional”. A Academia foi premiado com o Prêmio Wateler da Paz (1936, 1950), o Prêmio pela paz Félix Houphouët-Boigny (1992), a Ordem de Rio Branco, (1999), e com a Medalha do Instituto Real de Estudos Europeus, Espanha (2000). A Academia foi indicado para o Prêmio Nobel da Paz 34 vezes entre 1915 e 1956.

## A Estrutura da Academia

### O Curatório
As atividades acadêmicas e políticas da Academia são definidas pelo Curatório. É composto por membros de diferentes nacionalidades, que são bem conhecidos no mundo acadêmico ou diplomático, ou advogados praticantes do direito internacional. O presidente do Curatório é um jurista que geralmente tem uma vasta experiência de vida internacional e diplomática. Entre os presidentes mais recentes foram Roberto Ago, Nicolas Valticos e Boutros Boutros-Ghali.
Presidente
- Boutros Boutros-Ghali, ex-Secretário-Geral das Nações Unidas;

Vice-Presidente
- Erik Jayme, Professor Emérito do Instituto de Relações Exteriores e Direito Internacional Privado e Comercial, Heidelberg;

Membros
- Geneviève Bastid-Burdeau, Professor na Universidade de Paris I (Panthéon-Sorbonne);
- Antônio Augusto Cançado Trindade, juiz no Tribunal Internacional de Justiça e ex-presidente daCorte Interamericana de Direitos Humanos;
- James Crawford, Whewell Professor de Direito Internacional, Cambridge;
- Florentino P. Feliciano,  ex-presidente do Órgão de Apelação, a OMC;
- Diego P. Fernández Arroyo, professor da Universidade Complutense de Madrid, Professor Honorário da Universidade Nacional de Córdoba, Professor do Institut d'Études Politiques de Paris;
- Batida Hess, diretor do grupo legal, membro do Comitê Executivo, a Royal Dutch Shell plc;
- Maarit Jänterä-Jareborg, Professor da Faculdade de Direito da Universidade de Uppsala;
- Djamchid Momtaz, Professor na Universidade de Teerã;
- Shinya Murase, professor da Universidade Sophia, de Tóquio, Membro das Nações Unidas Comissão de Direito Internacional;
- Raymond Ranjeva, ex-vice-presidente do Tribunal Internacional de Justiça;
- Linos-Alexander Sicilianos, professor da Universidade de Atenas;
- A. (Teun) V.M. Struycken, professor emérito da Universidade Católica de Nijmegen, Presidente da Comissão de Estado Holanda de Direito Internacional Privado;
- Tullio Treves, Professor da Universidade de Milão, juiz do Tribunal Internacional do Direito Marítimo;
- Peter D. Trooboff, Conselheiro Sênior, Covington & Burling, de Washington;
- Hanqin Xue, juiz no Tribunal Internacional de Justiça;

Secretário Geral
- Yves Daudet, professor emérito da Universidade de Paris I (Panthéon-Sorbonne).

### Conselho Administrativo
O Conselho Administrativo é responsável pelos aspectos financeiros e materiais das operações da Academia. Formado por  membros de nacionalidade holandesa, e cujo presidente é sempre uma personalidade de liderança. O Conselho de Administração tem laços estreitos com a Fundação Carnegie Holandesa que gere o Palácio da Paz.

## Programas

### Cursos de Verão
Os Cursos de Verão da Academia são realizados em julho, com duração de 3 semanas (Direito Internacional Público) e agosto (Direito Internacional Privado). A Academia não é uma universidade e não tem um corpo docente permanente, mas seu corpo científico, o Curatório, livremente convida acadêmicos, profissionais, diplomatas e outras personalidades de todo o mundo a quem ele considera qualificado para ministrar os cursos, em Inglês ou Francês (com tradução simultânea). Estes cursos são ministrados na forma de uma série de palestras, sobre temas gerais ou especiais. Em princípio, os cursos são então catalogados na Coletânea de Cursos da Academia de Direito Internacional, possuindo mais de 340 volumes e certamente estão entre as mais importantes publicações enciclopédicas sobre privado e de direito público internacional.  O Programa de Verão é direcionado para estudantes avançados e profissionais que buscam uma compreensão mais profunda do direito internacional, público ou privado. Os cursos de verão são abertos a candidatos que tenham concluído pelo menos quatro anos de estudo na universidade, incluindo a matéria de direito internacional. Candidatos que estejam no 3º ano de direito na abertura do programa deverão comprovar ao Curatório possuir conhecimentos suficientes do assunto. Todos os candidatos devem dominar uma das duas línguas de trabalho (Francês ou Inglês). Um programa de bolsa de estudos por mérito permite que cerca de 20% dos alunos recebam ajuda de fontes de financiamento públicas e privadas. A cada ano participam dos cursos entre 80 e 100 pessoas de diferentes nacionalidades.

### Centro de Estudos e Pesquisa em Direito Internacional e Relações Internacionais
O Centro de Pesquisas é aberto, por três semanas a partir de meados de agosto, para as pessoas que realizam pesquisa de alto nível, trabalhando sob a direção de professores que são altamente qualificados no assunto particular que se está sendo estudado, com os melhores resultados do trabalho que está sendo compilada uma coleção da Academia. Há entre 20 e 24 participantes, divididos na seção de língua inglesa e língua francesa.  Tópicos:  2010 – Migrações Internacionais  2011 - Soluções para as ações de organizações internacionais

### Programa Externo
No final da década de 1960, a Academia criou o "Programa Externo", que normalmente é realizado a cada ano, a convite dos governos ou organizações internacionais.  O programa externo é projetado para cerca de 20 participantes dos países da região, cujas despesas de viagem são normalmente financiados pela Academia e os alojamento  financiados pelo governo ou organização.

## Diploma da Academia
A Academia de Direito Internacional de Haia concede um diploma de alto nível para os alunos que já têm um conhecimento profundo do direito internacional e que passam por uma avaliação em direito internacional público ou privado.  Poucos diplomas são concedidos a cada ano, sendo o exame altamente seletivo.

## Bolsas de Doutoramento
A Academia premia a cada ano quatro bolsas de doutoramento. Os beneficiários permanecer por dois meses (julho e agosto) em Haia para prosseguir suas pesquisas de doutorado. Eles podem acessar a Biblioteca do Palácio da Paz e participar dos cursos de verão.  Os candidatos devem vir de um país em desenvolvimento e comprovar que vivem lá.

## Publicações
Desde 1923, todos os cursos ministrados na Academia são, em princípio, publicados na língua em que foram editados na Coletânea de Cursos da Academia de Direito Internacional de Haia (em francês: Recueil des cours de l'Académie de droit international de La Haye). Todos os volumes dos cursos coletados que foram publicados desde 1923 estão disponíveis desde o primeiro volume, sendo disponibilizados também em formato eletrônico e livros de bolso para alguns cursos. A série As Monografias da Academia de Direito Internacional de Haia, é composta de versões revisadas e atualizadas de determinados cursos dados durante o programa de verão. Os trabalhos científicos do Centro, foram publicados, desde a sessão de 1985, em uma publicação em que os Diretores de Estudos relatam sobre o estado da investigação do Centro sob a sua direção. Quando o trabalho do Centro foi de particular interesse e originalidade, os relatórios dos Diretores de Estudos em conjunto com os artigos dos pesquisadores são objeto de uma coleção publicada na série O Livros de Direito da Academia.